# Plounévez-Moëdec
Plounévez-Moëdec (Bretons: Plounevez-Moedeg) is een gemeente in het Franse departement Côtes-d'Armor (regio Bretagne). De plaats maakt deel uit van het arrondissement Lannion. Plounévez-Moëdec telde op 1 januari 2022 1.473 inwoners.
Het dorp ligt langs de N12/E50 tussen Morlaix en Guingamp.

## Geografie
De oppervlakte van Plounévez-Moëdec bedroeg op 1 januari 2022 40,36 vierkante kilometer; de bevolkingsdichtheid was toen 36,5 inwoners per km².
De onderstaande kaart toont de ligging van Plounévez-Moëdec met de belangrijkste infrastructuur en aangrenzende gemeenten.

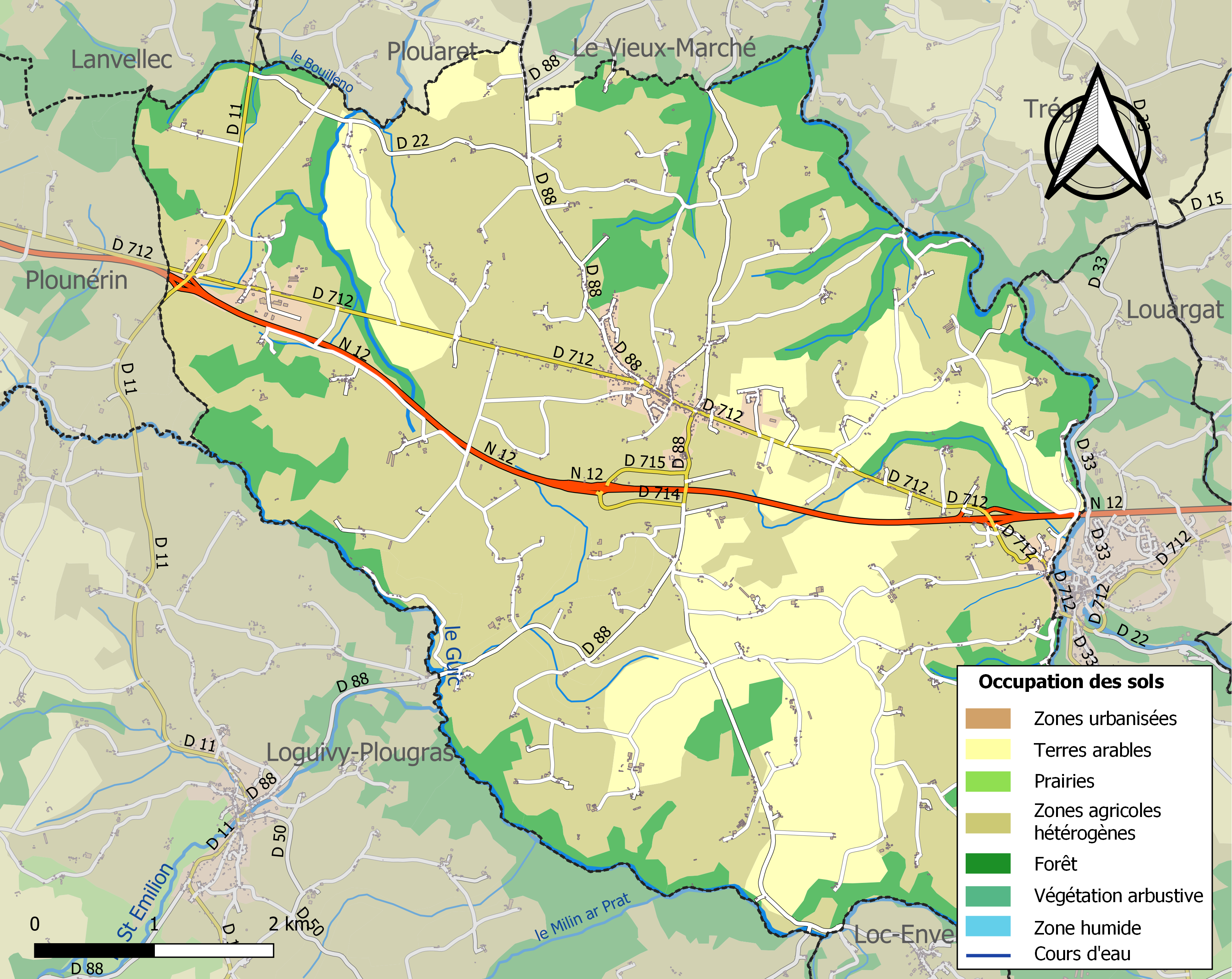

## Bretons
Zo'n 60% van de leerlingen in het lager onderwijs zijn ingeschreven in een tweetalige school Frans-Bretons. Er is sinds 2008 een Diwan-school.

## Demografie
Onderstaande figuur toont het verloop van het inwonertal (bron: INSEE-tellingen).